# 箕田源二郎
箕田 源二郎（みた げんじろう、1918年3月31日 - 2000年）は、日本の画家、絵本作家、美術教育者。本名、源次郎。

## 来歴
東京府に生まれる。東京府青山師範学校を卒業する。
1951年（昭和26年）結成の「新しい画の会」（1959年に新しい絵の会となる）で美術教育運動をすすめる。1954年2月から1956年まで、日本美術会の事務局長となる。委員長井上長三郎。1964年、いわさきちひろ、滝平二郎、久米宏一らと「童画ぐるーぷ車」を結成した。1975年6月から1981年まで日本美術会附属民主主義美術研究所長。1989年から1995年まで、日本美術会の代表を務める。
1991年（平成3年）4月、中谷泰を引き継ぎ、第2代財団法人いわさきちひろ記念事業団理事長に就任した（死去まで）。
1992年8月10日の参議院議院運営委員会の合意により、日本共産党の前参議院議員・小笠原貞子に永年在職議員の表彰として肖像画が贈られることになった時、肖像画を描いた。「小笠原貞子像」と題する作品は日本共産党本部に所蔵されている。

## 主な受賞歴
- 1972年、挿画を担当した「憲法を考える」（星野安三郎、ポプラ社）が第19回産経児童出版文化賞。
- 1974年、挿画を担当した「算法少女」（遠藤寛子、岩崎書店）が第21回産経児童出版文化賞。
- 1978年、挿画を担当した「やまんばおゆき」（浜野卓也、国土社）が第25回産経児童出版文化賞。

## 主な絵本・紙芝居作品
- あべこべものがたり（光吉夏弥・再話、大日本図書）
- ぞうれっしゃがやってきた（小出隆司、岩崎書店）
- ももたろう（代田昇、講談社）
- 火（斎藤隆介、岩崎書店）
- へえ六がんばる（北彰介、岩崎書店）
- ももの子たろう（大川悦生、ポプラ社）
- ごんぎつね（新美南吉、ポプラ社）
- 紙芝居 うまいものやま（佐々木悦、童心社）
- 紙芝居 ゆきおん（桜井信夫、童心社）
- こぶとりじい（宮川ひろ、ほるぷ出版）
- 兵六ものがたり（西郷竹彦、ポプラ社）
- 日本むかしむかし（吉田タキノ、けやき書房）
- に王とどっこい（吉田タキノ、集英社）
- とけいの３時くん（奈街三郎、むぎ書房）

## 主な著書
- 教師の実践記録（三一書房、1956年）
- 美術との対話（講学館、1968年）
- 美術の授業（鈴木五郎との共著、百合出版、1967年）
- 美術の心をたずねて（新日本出版社、1975年）
- 子どもたちに美術のうたを（新日本出版社、2003年）